# (5173) Stjerneborg
(5173) Stjerneborg es un asteroide perteneciente al cinturón de asteroides, descubierto el 13 de marzo de 1988 por Poul Jensen desde el Observatorio Brorfelde, Holbæk, Dinamarca.

## Designación y nombre
Designado provisionalmente como 1988 EM1. Fue nombrado Stjerneborg en homenaje a uno de los primeros observatorios desde donde trabajó el astrónomo Tycho Brahe, en la isla danesa de Hven.

## Características orbitales
Stjerneborg está situado a una distancia media del Sol de 2,658 ua, pudiendo alejarse hasta 3,171 ua y acercarse hasta 2,145 ua. Su excentricidad es 0,192 y la inclinación orbital 11,75 grados. Emplea 1583,54 días en completar una órbita alrededor del Sol.
Los próximos acercamientos a la órbita de Júpiter se producirán el 30 de mayo de 2033, el 12 de marzo de 2081 y el 20 de diciembre de 2128.

## Características físicas
La magnitud absoluta de Stjerneborg es 13,2. Tiene 6 km de diámetro y su albedo se estima en 0,317.